# Kymany Houinsou
Kymany Houinsou (* 6. Januar 2004 in Mülhausen) ist ein französischer Basketballspieler.

## Laufbahn
Houinsou spielte als Jugendlicher beim FC Mulhouse, hernach bei ASSM Pfastatt. 2018 wechselte er in den Nachwuchsbereich von ASVEL Lyon-Villeurbanne. Im Mai 2021 wurde er erstmals in ASVELs Profimannschaft in der höchsten französischen Spielklasse, Ligue Nationale de Basket, eingesetzt. Anfang Januar 2022 wurde er an den Zweitligisten Saint-Quentin Basket-Ball verliehen.
Zur Saison 2022/23 wechselte Houinsou an die Washington State University in die Vereinigten Staaten. Dort blieb er bis 2024 und wechselte dann an die Loyola University of Chicago.